# Eduard Folayang
Eduard Folayang (Baguio, 22 novembre 1984) è un artista marziale misto filippino.
Combatte nella divisione dei pesi leggeri per l'organizzazione singaporeana ONE Championship, nella quale è stato campione di categoria in due occasioni tra il 2016 e il 2019. Ciò lo ha reso il secondo lottatore nato e cresciuto nelle Filippine ad aver conquistato un titolo mondiale di MMA, dopo Honorio Banario. In passato ha militato anche nella promozione filippina URCC, dove è stato campione dei pesi welter.
Praticante delle arti marziali cinesi dagli anni duemila, ha partecipato a numerose competizioni internazionali conquistando tra l'altro tre medaglie d'oro ai Giochi del Sud-est asiatico (2003, 2005 e 2011), un argento ai Giochi asiatici del 2006 ed un bronzo ai mondiali del 2005.

## Biografia
Nativo di Baguio, nella provincia di Benguet, Folayang vive un'infanzia difficile crescendo in un contesto familiare turbolento ed in condizioni di povertà estrema. Proprio a causa di tali disagi in giovane età assiste alla perdita di cinque suoi familiari.
Per sostenere finanziariamente la propria famiglia, da adolescente inizia a praticare le arti marziali e diviene un membro della nazionale filippina di wushu.
Dopo essersi laureato presso l'Università delle Cordilleras lavora per alcuni anni a Mountain Province come insegnante di inglese ed educazione fisica, prima di intraprendere a tempo pieno la carriera nelle arti marziali miste.

## Caratteristiche tecniche
Folayang è un lottatore che si trova maggiormente a suo agio nel combattimento a piedi, dotato di una corporatura robusta che gli consente di sferrare calci e pugni con grande potenza. Con ottimi background nelle discipline del suntukan e del sanda, si è distinto per i suoi caratteristici calci, in particolare quelli circolari e bassi. È inoltre dotato di un'elevata resistenza alla fatica.
Nel corso della sua carriera ha migliorato anche il proprio combattimento a terra, dove è capace di sfoderare un buon ground and pound.

## Carriera nelle arti marziali miste

### ONE Championship
Dopo due vittorie consecutive, l'11 novembre 2016 sfida per il titolo dei pesi leggeri il giapponese Shin'ya Aoki, in occasione dell'evento ONE Championship: Defending Honor. Partito da grande sfavorito ed assai sottovalutato dal campione in carica, il filippino centra la più importante vittoria in carriera sconfiggendo a grande sorpresa Aoki tramite KO tecnico al terzo round, grazie ad una ginocchiata in salto seguita da pugni.
A cinque mesi dall'ultimo incontro ufficiale Folayang torna in campo il 21 aprile 2017, difendendo per la prima volta il titolo dei pesi leggeri dall'assalto del valido malese Ev Ting. Lo scontro vede vittorioso il campione in carica per decisione unanime dopo cinque accesi round, dinnanzi al pubblico di casa.
Il 10 novembre seguente torna in suolo filippino per difendere il titolo dei pesi leggeri dall'assalto dell'australiano Martin Nguyen, a sua volta campione nella categoria dei piuma. La sfida, evento principale della card ONE 64: Legends of the World, rappresenta infatti la prima occasione in cui due campioni in categorie di peso differenti si affrontano. Il filippino ne esce sconfitto tramite KO alla seconda ripresa, colpito alla mascella da un poderoso destro mentre tentava uno dei suoi caratteristici calci a giro.

## Risultati nelle arti marziali miste
| Risultato | Record | Avversario           | Metodo                                       | Evento                                     | Data             | Round | Tempo | Città              | Note                                                       |
| --------- | ------ | -------------------- | -------------------------------------------- | ------------------------------------------ | ---------------- | ----- | ----- | ------------------ | ---------------------------------------------------------- |
| Sconfitta | 22-12  | Zhang Lipeng         | Decisione (unanime)                          | ONE Championship: Battleground 2           | 30 luglio 2021   | 3     | 5:00  | Kallang, Singapore |                                                            |
| Sconfitta | 22-11  | Shin'ya Aoki         | Sottomissione (armbar)                       | ONE Championship: ONE on TNT 4             | 28 aprile 2021   | 1     | 4:20  | Kallang, Singapore |                                                            |
| Sconfitta | 22-10  | Antonio Caruso       | Decisione (unanime)                          | ONE Championship 118: Inside the Matrix    | 30 ottobre 2020  | 3     | 5:00  | Kallang, Singapore |                                                            |
| Sconfitta | 22-9   | Pieter Buist         | Decisione (non unanime)                      | ONE Championship 107: Fire & Fury          | 31 gennaio 2020  | 3     | 5:00  | Manila, Filippine  |                                                            |
| Vittoria  | 22-8   | Tsogookhuu Amarsanaa | Decisione (tecnica)                          | ONE Championship 102: Masters of Fate      | 8 novembre 2019  | 2     | 2:31  | Manila, Filippine  |                                                            |
| Sconfitta | 21-8   | Eddie Alvarez        | Sottomissione (rear-naked choke)             | ONE Championship 97: Dawn of Heroes        | 2 agosto 2019    | 1     | 2:16  | Manila, Filippine  |                                                            |
| Sconfitta | 21-7   | Shin'ya Aoki         | Sottomissione tecnica (triangolo di braccio) | ONE Championship 92: A New Era             | 31 marzo 2019    | 1     | 2:34  | Tokyo, Giappone    | Perde il titolo dei pesi leggeri ONE                       |
| Vittoria  | 21-6   | Amir Khan            | Decisione (unanime)                          | ONE Championship 83: Conquest of Champions | 27 luglio 2018   | 5     | 5:00  | Manila, Filippine  | Vince il titolo vacante dei pesi leggeri ONE.              |
| Vittoria  | 20-6   | Aziz Pahrudinov      | Decisione (unanime)                          | ONE Championship 78: Reign of Kings        | 27 luglio 2018   | 5     | 5:00  | Manila, Filippine  |                                                            |
| Vittoria  | 19-6   | Kharun Atlangeriev   | Decisione (unanime)                          | ONE Championship 73: Unstoppable Dreams    | 18 maggio 2018   | 5     | 5:00  | Kallang, Singapore |                                                            |
| Sconfitta | 18-6   | Martin Nguyen        | KO (pugno)                                   | ONE Championship 64: Legends of the World  | 10 novembre 2017 | 2     | 2:20  | Manila, Filippine  | Perde il titolo dei pesi leggeri ONE.                      |
| Vittoria  | 18-5   | Ev Ting              | Decisione (unanime)                          | ONE Championship 54: Kings of Destiny      | 21 aprile 2017   | 5     | 5:00  | Manila, Filippine  | Difende il titolo dei pesi leggeri ONE. Fight of the Night |
| Vittoria  | 17-5   | Shin'ya Aoki         | KO tecnico (ginocchiata in salto e pugni)    | ONE Championship 49: Defending Honor       | 11 novembre 2016 | 3     | 0:41  | Sentosa, Singapore | Vince il titolo dei pesi leggeri ONE. Fight of the Night   |

## Risultati nella muay thai
| 1 Vittoria (0 per KO/TKO), 0 Sconfitte, 0 Pareggi |           |                 |                    |                    |                     |       |       |        |
| Data                                              | Risultato | Avversario      | Evento             | Luogo              | Modalità            | Round | Tempo | Record |
| 26-3-2022                                         | Vittoria  | John Wayne Parr | ONE Championship X | Kallang, Singapore | Decisione (unanime) | 3     | 3:00  | 1-0    |